# San Lorenzo (Naples)
Pour les articles homonymes, voir San Lorenzo.
Le quartier San Lorenzo (Saint Laurent) est un quartier de la ville de Naples dans le centre historique de la ville ; avec les quartiers Poggioreale, Zona Industriale et Vicaria, il forme la quatrième municipalité de la commune. Il est délimité au sud par le quartier Pendino et le quartier San Giuseppe ; à l'ouest par le quartier Avvocata ; au nord par le quartier Stella et le quartier San Carlo all'Arena ; à l'est par le quartier Vicaria. Sa superficie est de 1,42 km2 et ses habitants au nombre de 46 959 au recensement de 2009.
San Lorenzo est considéré comme le cœur historique de la ville. C'est ici que se trouvait l'agora au temps de la Grèce antique, ce qui en faisait le foyer économique et social, à l'emplacement actuel de la basilique Saint-Laurent-Majeur et de ses abords. Des ruines archéologiques sont visibles sous la basilique.

## Transports
Le quartier est desservi par plusieurs lignes d'autobus et par la ligne 2 du métropolitain avec la station Piazza Cavour et la ligne 1 du métropolitain avec la station Museo.